# Grande Prémio Internacional de Torres Vedras-Troféu Joaquim Agostinho
Il Grande Prémio Internacional de Torres Vedras-Troféu Joaquim Agostinho (it. Gran Premio Internazionale di Torres Vedras-Trofeo Joaquim Agostinho) è una corsa a tappe maschile di ciclismo su strada che si svolge nella città di Torres Vedras, in Portogallo, ogni anno nel mese di luglio. Fa parte del circuito UCI Europe Tour classe 2.1.
Creato nel 1978, inizialmente si chiamava Grande Prémio Ciclismo de Torres Vedras, poi Grande Prémio Internacional de Ciclismo de Torres Vedras nel 1983 e 1984. In omaggio al campione portoghese Joaquim Agostinho, deceduto nel 1984, dal 1985 ha acquisito la nomenclatura attuale.

## Albo d'oro
Aggiornato all'edizione 2025.
| Anno | Vincitore                                    | Secondo                                      | Terzo                                        |
| ---- | -------------------------------------------- | -------------------------------------------- | -------------------------------------------- |
| 1978 | Carlos Santos                                | Firmino Bernardino                           | Elias Campos                                 |
| 1979 | Firmino Bernardino                           | Carlos Santos                                | Elias Campos                                 |
| 1980 | Alexandre Ruas                               | Firmino Bernardino                           | Rui Azevedo                                  |
| 1981 | Venceslau Fernandes                          | Adelino Teixeira                             | Fernando Fernandes                           |
| 1982 | José Xabier                                  | Eduardo Correia                              | Carlos Ferreira                              |
| 1983 | Hardy Gröger                                 | Frank Herzog                                 | Jacinto Paulinho                             |
| 1984 | Fernando Fernandes                           | Patrice Thevenard                            | Alberto Leal                                 |
| 1985 | José Maria Barcala                           | Álvaro Fernandes                             | Fernando Carvalho                            |
| 1986 | Pëtr Ugrjumov                                | Jonas Romanovas                              | Marco Chagas                                 |
| 1987 | Americo Silva Neves                          | Joao Santos Leitao                           | Evgenij Antonovič                            |
| 1988 | Jacinto Coelho                               | Oleg Logvine                                 | Evgenij Antonovič                            |
| 1989 | Rui Duro Aldeano                             | Arsenio González                             | Delmino Pereira                              |
| 1990 | Joaquim Augusto Gomes                        | Alberto Leanizbarrutia                       | Arsenio González                             |
| 1991 | Viktor Klimov                                | Joaquim Augusto Gomes                        | Juan Carlos Gallega                          |
| 1992 | Pedro Rodrigues                              | Manuel Correia Sa                            | Petar Petrov                                 |
| 1993 | Joaquim Alberto Sampaio                      | Delmino Pereira                              | Quintino Fernandes                           |
| 1994 | Joaquim Augusto Gomes                        | Orlando Rodrigues                            | Juan Rodrigo Arenas                          |
| 1995 | Orlando Rodrigues                            | Cássio Freitas                               | Joaquim Alberto Sampaio                      |
| 1996 | Joaquim Alberto Sampaio                      | Manuel Abreu Campos                          | Fabian Jeker                                 |
| 1997 | Delmino Pereira                              | Joaquim Augusto Gomes                        | Richard Chassot                              |
| 1998 | José Azevedo                                 | Vítor Gamito                                 | Frederic Vifian                              |
| 1999 | Juan Carlos Guillamón                        | José Azevedo                                 | Michele Laddomada                            |
| 2000 | Youri Sourkov                                | David Bernabéu                               | Davide Tonucci                               |
| 2001 | Adrián Palomares                             | Antonio Pérez                                | Steffen Weigold                              |
| 2002 | David Bernabéu                               | Vladimir Karpec                              | Pedro Arreitunandia                          |
| 2003 | Fabian Jeker                                 | Lander Ziarrusta                             | Alejandro Valverde                           |
| 2004 | David Bernabéu                               | Nelson Vitorino                              | Danail Petrov                                |
| 2005 | Gerardo Fernández                            | Vitor Rodrigues                              | Danail Petrov                                |
| 2006 | Danail Petrov                                | Bruno Pires                                  | David Blanco                                 |
| 2007 | Xavier Tondó                                 | Eladio Jiménez                               | Héctor Guerra                                |
| 2008 | Tiago Machado                                | Jesus Buendía                                | David Bernabéu                               |
| 2009 | Héctor Guerra                                | Tiago Machado                                | João Cabreira                                |
| 2010 | Cândido Barbosa                              | David Blanco                                 | Santiago Pérez                               |
| 2011 | Ricardo Mestre                               | Sérgio Ribeiro                               | Alejandro Marque                             |
| 2012 | Ricardo Mestre                               | Iker Camaño                                  | José Gonçalves                               |
| 2013 | Eduard Prades                                | Edgar Pinto                                  | Henrique Casimiro                            |
| 2014 | Delio Fernández                              | Víctor de la Parte                           | Edgar Pinto                                  |
| 2015 | João Benta                                   | Delio Fernández                              | Alberto Gallego                              |
| 2016 | Rinaldo Nocentini                            | Hernani Broco                                | Raul Alarcon                                 |
| 2017 | Amaro Antunes                                | Rinaldo Nocentini                            | Frederico Figueiredo                         |
| 2018 | José Fernandes                               | Henrique Casemiro                            | Joni Brandão                                 |
| 2019 | Henrique Casemiro                            | José Fernandes                               | Sergio Miguel Paulinho                       |
| 2020 | annullata a causa della Pandemia di COVID-19 | annullata a causa della Pandemia di COVID-19 | annullata a causa della Pandemia di COVID-19 |
| 2021 | Frederico Figueiredo                         | José Fernandes                               | Jokin Murguialday                            |
| 2022 | Frederico Figueiredo                         | Joan Bou                                     | Tiago Antunes                                |
| 2023 | Mauricio Moreira                             | Artëm Nyč                                    | Frederico Figueiredo                         |
| 2024 | Orluis Aular                                 | Afonso Eulálio                               | Artëm Nyč                                    |
| 2025 | Alexis Guérin                                | Sebastian Berwick                            | Jesús David Peña                             |